# Himno de las Cortes

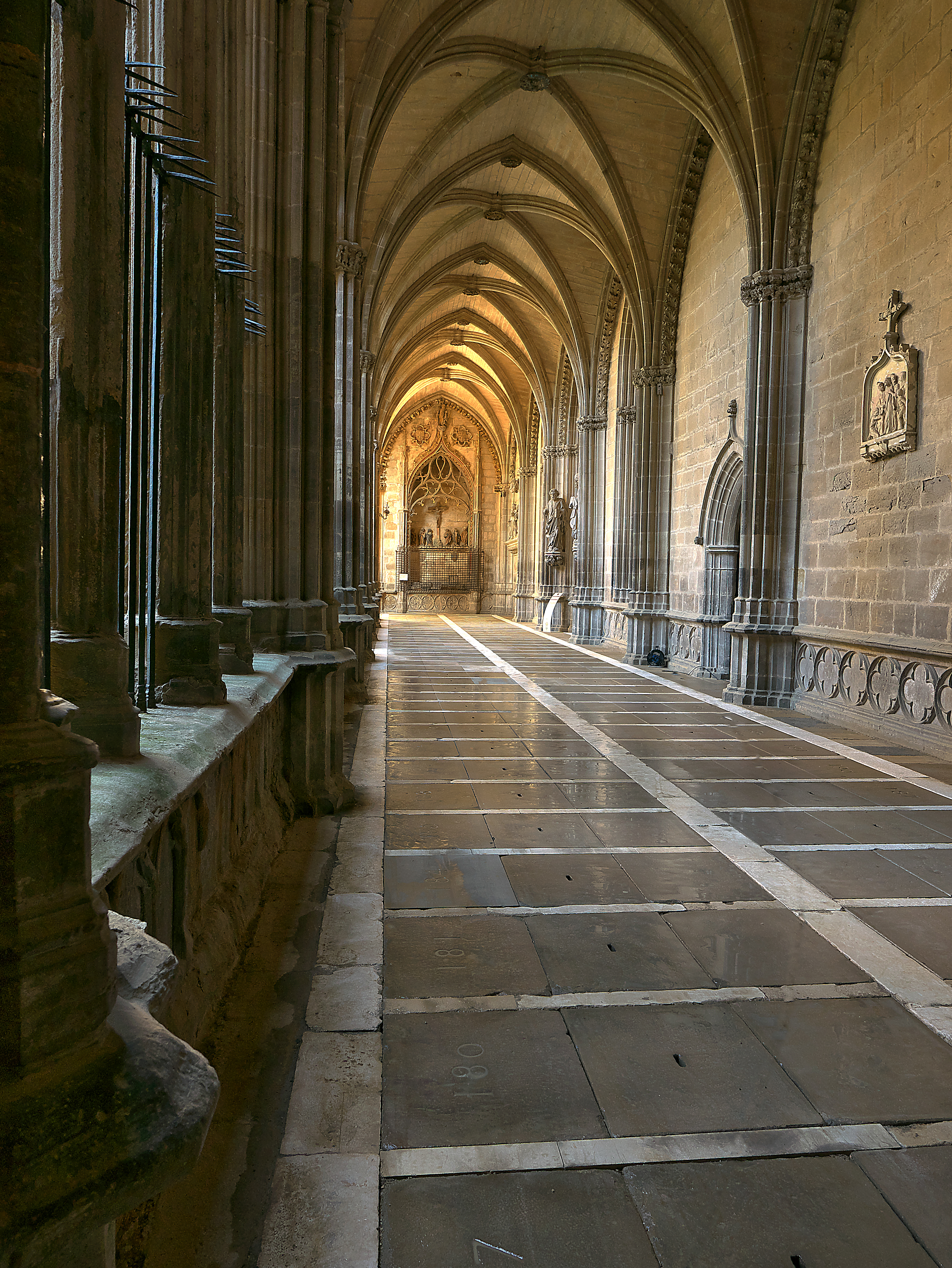
Claustro de la Catedral de Pamplona. Galería oriental: «Los "pasaclaustros" eran interpretados durante el desfile del cortejo de los Tres Estados» celebrados a menudo en esta catedral.

El Himno de las Cortes de Navarra, antiguamente también conocida como la Marcha para la entrada del Reyno, es el himno de la Comunidad Foral de Navarra (España). En origen «es uno de los "pasaclaustros" utilizados para el acompañamiento de cortejos, que se guarda, junto con otros, en la Catedral de Pamplona.»
En 1971 la Diputación Foral de Navarra encargó a Aurelio Sagaseta, canónigo-maestro de capilla de la catedral de Pamplona, una armonización de esta marcha, para coro, metal y timbales, junto a la nueva letra compuesta por Manuel Iribarren Paternáin por encargo de la Comisión de Música de la Institución Príncipe de Viana. Esta letra fue traducida al euskera por José María Azpíroz Zabaleta, sacerdote euskaldún natural de Leiza y miembro de la Real Academia de la Lengua Vasca (Euskaltzaindia).
Tras una ligera adaptación, esta versión se estableció como himno oficial por la Ley Foral 7/1986, de 28 de mayo, que regulaba los símbolos de Navarra, derogada por la Ley Foral 24/2003, de 4 de abril, de Símbolos de Navarra, y esta a su vez derogada por la L 3/2017, de 6 de abril.

## Historia

### Antecedentes
Compuesto en 1780 por varios autores, antes de adoptarse el actual himno se realizaba el recitado y aria Ynvicta de Navarra esclarecida, para tiple, oboe, 2 violines y acompañamiento, cuyo texto, aunque propiamente no era un himno, tenía un tono grandilocuente análogo al usado en los himnos.
| Recitado | Aria |
| --- | --- |
| Invicta de Navarra esclarecida, famosa capital, Pamplona Augusta, glorioso timbre tu blasón convida, confunde tu valor, aterra, asusta. Mi voluntad admite que, rendida, si el obsequio tal vez no te disgusta, te ofrece en la palestra por objeto mi amor, mi inclinación y mi respeto. | Dejadme, recelos míos, envidias, id nora (sic) mala, ceded, temores,[temores,] aliéntese mi esperanza. Mirad, que de la justicia invencible la balanza nunca el premio resistió, ofrece sí aquesta palma. |

En 1838 el médico británico Henry Wilkinson, que visitó España durante primera guerra carlista, publica en Londres un National Hymn of Navarre (versión para pianoforte). Forma parte de una obra de conjunto titulada Sketches and Music of the Basque provinces in Spain.

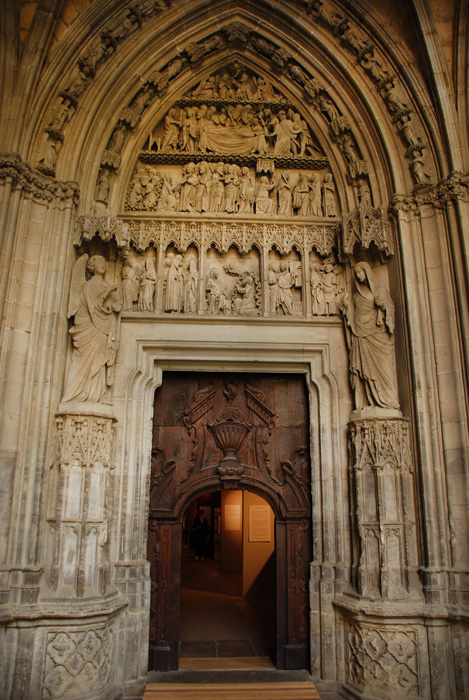
Puerta de la Preciosa (Catedral de Pamplona)

### La marcha
Como apunta la historiadora María Puy Huici Goñi, importante investigadora del tema: 

«No existe ningún acuerdo expreso de las Cortes o de la Diputación del Reino por el que se acepte como himno propio una melodía determinada, de lo que podemos deducir que las Cortes fueron inspiradoras pasivas de una música probablemente interpretada durante los recorridos del cortejo por los claustros, entre la sala de las Cortes, situada tras la puerta de la Preciosa, y la Catedral, que por ello ha llegado hasta nuestros días con el título de "Marcha para la entrada del Reyno".» 
El actual himno de Navarra, debe su origen así pues a la Marcha para la entrada del Reino, un pasaclaustro barroco que se interpretaba en el claustro de la Catedral de Pamplona al paso de las Cortes de Navarra, en las ocasiones que celebraban sus sesiones en Pamplona, en un espacio habilitado al efecto. Igualmente se debía interpretar como parte del ceremonial solemne de la Diputación del Reino de Navarra en su asistencia a los actos religiosos en este templo. Aunque sin precisar cuál era, «la música era elemento imprescindible de estas celebraciones.» En las celebraciones en Pamplona se solían utilizar los clarines y timbales municipales a los cuales se les abonaba una gratificación como se reflejaba en las cuentas. Estos músicos municipales ejecutaban «la entrada y salida de la Diputación de la iglesia y de su casa de juntas, el saludo o toque ceremonial, marcha y pasaclaustros.»

 

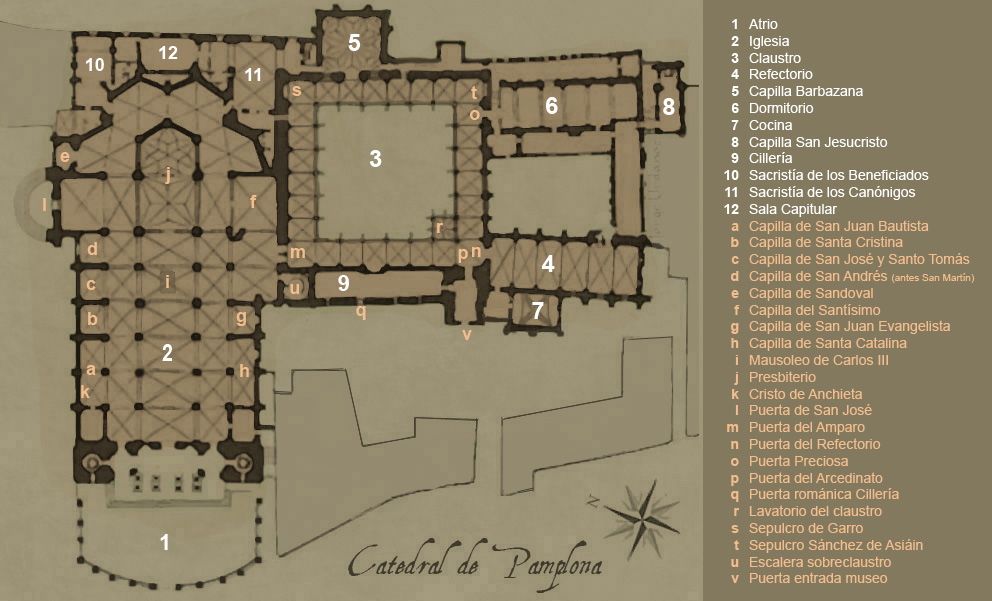
Planta catedral pamplona con leyenda

Según afirmaba Leocadio Hernández Ascunce en 1939: 
«Tiene sin duda esta Marcha de las Cortes el origen del culto religioso basado en tonada popular de la época, no anterior al siglo XVII, tomando su carácter patriótico del acompañamiento que prestaban al brillante cortejo de las Cortes navarras en la Sala Preciosa los músicos y servidores de Santa María.» 
Esta marcha se interpretaba desde el siglo XIX en las principales ceremonias oficiales de Navarra y se consideraba, de hecho, como el himno propio de Navarra, aunque, tras adaptaciones y armonizaciones, no tuvo carácter de oficial hasta 1986. 

### El minueto
Junto con esta pieza también se conserva en el Archivo Musical de la Catedral de Pamplona (n.º 2) unos papeles con el título de "Marcha y Minueto para la entrada del Reyno". No debe confundirse con los papeles titulados como la "Marcha" (n.º 1) y que han sido objeto de la atención por su vinculación con el himno. Este minueto se utiliza «en la despedida de los actos oficiales» y, a diferencia de la "Marcha", se puede datar con seguridad, gracias al análisis musical, en la segunda mitad del siglo XVIII. Aunque sin rotundidad, se afirma que los autores habrían sido los maestros y organistas del momento como Andrés de Escaregui, Juan Antonio de Múxica o Francisco de la Huerta. Para Aurelio Sagaseta «tiene toda la gracia del clasicismo vienés del siglo XVIII» que, en su opinión, «se debe incluir como segunda parte y complemento obligado del llamado "Himno de las Cortes de Navarra" en actos oficiales, ya que es un legado de la tradición, al que no se debería añadir ni quitar nada, sino transmitirlo tal cual a la posteridad.»

### Actos religiosos
Sin tener presentes las celebraciones anteriores que, sin duda, las hubo, como afirma el historiador y archivero, Juan José Martinena Ruiz, «cronológicamente la primera fiesta que estableció el Reino fue la de San Francisco Javier, Patrono de Navarra, al que la Diputación comenzó a honrar con Vísperas y Función solemne en 1624. Hasta 1662 se celebraba el 2 de diciembre, y desde 1663 pasó a celebrarse el día 3, como se sigue haciendo en la actualidad.»
Entre 1638 y 1795 también se celebraba solemnemente «la victoria de Fuenterrabía contra los franceses» ya que fueron muchos los navarros participantes de forma destacable y se decidió, por ello, conmemorar anualmente la efemérides «el domingo infraoctava de la Natividad de Nuestra Señora, conocida popularmente como la Virgen de Septiembre.»
Tras el acuerdo entre el reino y la capital por el cual se declaraban copatronos de Navarra a San Francisco Javier y a San Fermín, la Diputación del Reino se obligó a celebrar la festividad del segundo. Pero como el ayuntamiento pamplonés ya celebraba las del 7 de julio y 25 de septiembre, se optó por una celebración en enero, «el día de la traslación de sus restos a la Catedral de Amiens. Surgió así la fiesta conocida como de las Reliquias, que se celebra en la iglesia de San Lorenzo el 13 de enero, si este día caía en domingo, y si no, el domingo siguiente.»
Como ya ocurriera con el caso del sitio de Fuenterrabía, también se celebró anualmente entre 1707 y 1765 la victoria de Almansa lograda por Felipe V durante la Guerra de Sucesión.

## Descripción
En 1939 se publicó una versión por parte de Leocadio Hernández Ascunce que se estrenó una tarde de junio de ese año en Burgos. La pieza musical tradicional llevaba una nueva letra compuesta por "un ilustre religioso pamplonés" para la ocasión que decía:
«De Navarra / siempre fiel y heroico es el canto / que alaba al Señor / y a España ensalza con amor / con el fuego del Apóstol / y el ardor de los valientes / vibra su ideal. / Seo la Real, / viviendo en Vos sea inmortal / Madre de Navarra / lleven siempre sus arranques y heroísmo / savia de amor y paz.»
En 1946, con motivo de la Coronación de Santa María en Pamplona, Hernández Ascunce publicó una nueva versión «de carácter eminentemente popular, a dos voces».
Durante la posguerra fue arreglada para banda por Silvano Cervantes, director y compositor navarro que fundó la Banda Municipal La Pamplonesa, y difundida por Radio Requeté de Navarra.

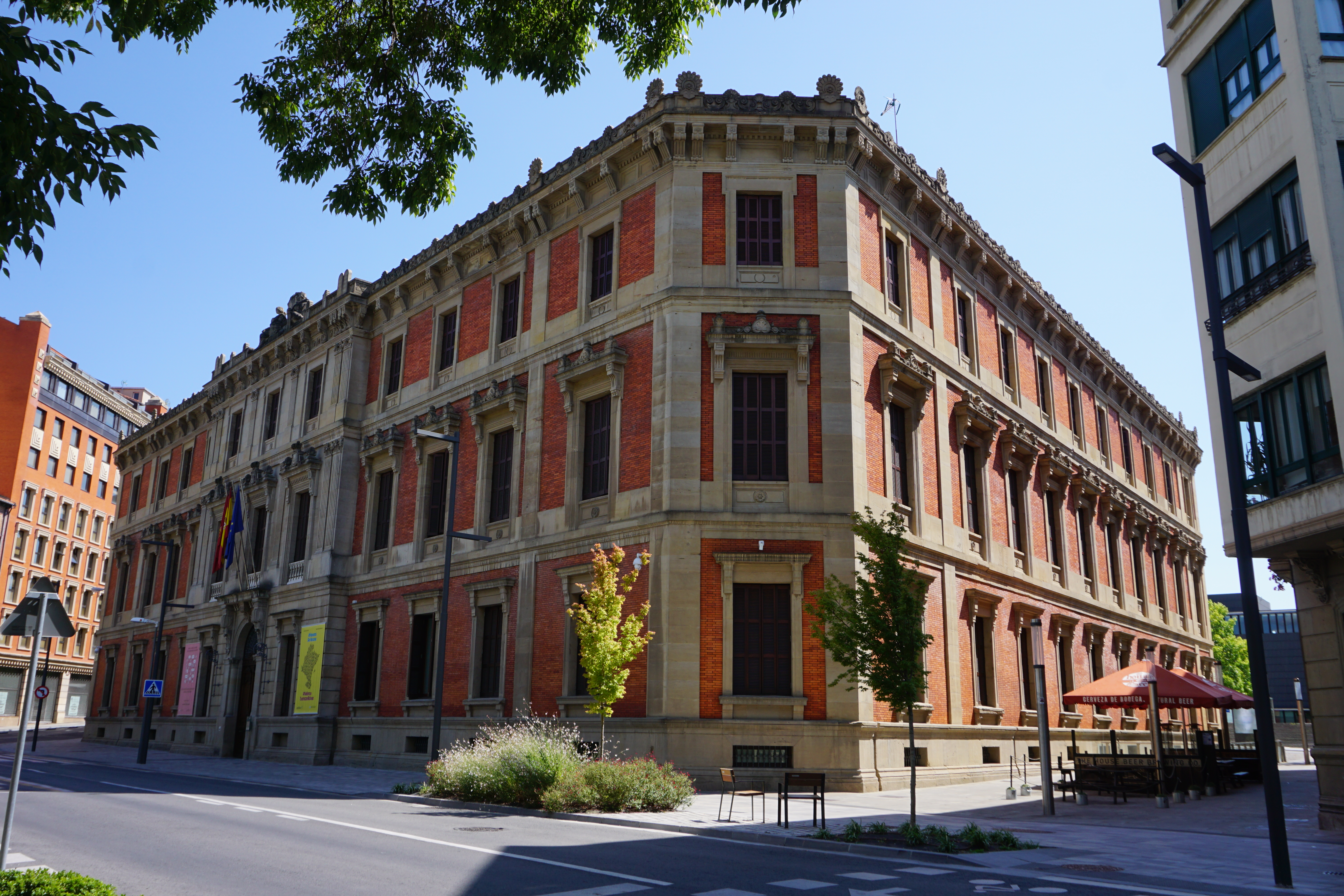
Parlamento de Navarra en 2021

En 1993 el Parlamento de Navarra aprobó la armonización oficial del himno, así como su letra, basada en la encargada por la Institución Príncipe de Viana en 1971 a Aurelio Sagaseta, Manuel Iribarren y José María Azpíroz.
La Ley Foral 3/2017, de 6 de abril, que deroga la regulación anterior, se limita en su disposición transitoria a señalar que "en tanto y cuanto no se apruebe una nueva Ley Foral de Símbolos, se mantendrá como himno de Navarra el denominado “Himno de las Cortes”. 
Letra del Himno de Navarra

Por Navarra

tierra brava y noble,
 
siempre fiel

que tiene por blasón

la vieja ley tradicional.

Por Navarra

pueblo de alma libre

proclamemos juntos

nuestro afán universal.

En cordial unión

con leal tesón

trabajemos y hermanados

todos lograremos

honra, amor y paz.

Nafarroa

lur aundi ta azkar,

beti leial

zure ospea da

antzinako lege zarra.

Nafarroa

gizon askatuen sorlekua

zuri nahi dizugu gaur kanta.

Gaiten denok bat

denok gogo bat

bein betiko iritsi dezagun

aintza, bake eta maitasuna.
Adaptación de la letra compuesta por Manuel Iribarren Paternáin (esp) / José María Azpíroz Zabaleta (eus)

## Otros himnos no oficiales
La "Cartilla Foral" de Hermilio de Oloriz recogía en su pequeño folleto de 1894 los principios fueristas y un himno: 

Blandid los aceros / a Dios invocad / que vivan los Fueros / navarros gritad / Navarra, patria de héroes, / Tú que supiste ser / en tus empresas fuerte / y a tus deberes fiel / no sufras la coyunda / de vergonzosa ley / ni gimas como esclava / cuando eras Reina ayer. / Blandid los aceros / a Dios invocad / que vivan los Fueros / navarros gritad / Morir es mejor que / humillar en el polvo la frente / perdido el honor.